# San Siro Ippodromo
San Siro Ippodromo is een metrostation in de Italiaanse stad Milaan dat werd geopend op 29 april 2015 en wordt bediend door lijn 5 van de metro van Milaan.

## Ligging en inrichting
Het station is het middelste van de drie metrostations in de wijk San Siro. De bouw begon in november 2010 als onderdeel van het westelijke deel van lijn 5. Het is ruimer opgezet dan het standaardontwerp van lijn 5, met dubbele roltrappen naar de bredere zijperrons. Beide perrons liggen aan de noordkant van het bijbehorende spoor zodat het perron voor de metro's naar het noorden tussen de sporen ligt. De toegangen liggen aan weerszijden van de Via Rospigliosi bij de voormalige paardenrenbaan (it:Ippodromo) naast het San Siro Stadion. De veel grotere paardenrenbaan die in 1920 werd geopend ligt ongeveer 300 meter ten noorden van het station.
Het parkeerterrein dat hier langs de Via Rospigliosi lag werd tijdens de bouw van het station omgebouwd tot buurtpark dat werd opgesierd met een beeld van de hand Carlo Ramous. 